# Quadrilátero Urbano do Minho

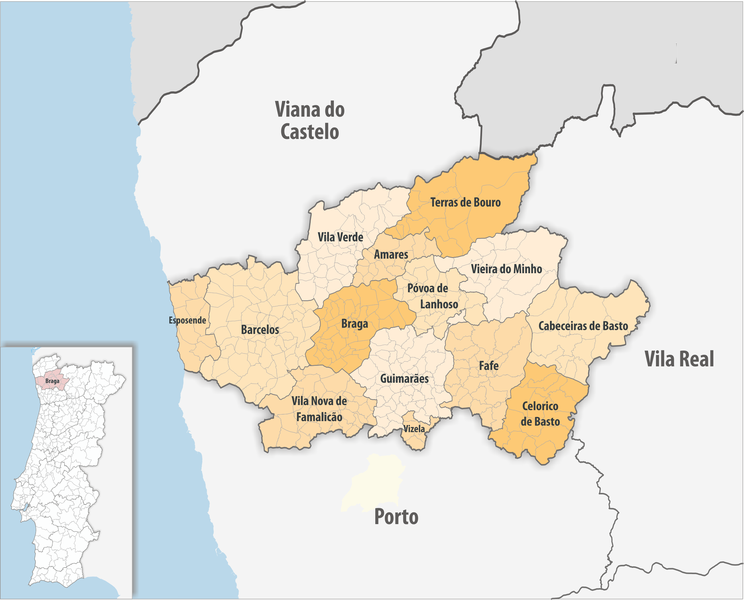
Distrito de Braga, onde se inclui inserido o Quadrilátero

O Quadrilátero Urbano é uma rede urbana composta pelos municípios de Barcelos, Braga, Guimarães, e Vila Nova de Famalicão, localizados no distrito de Braga, na região do Norte de Portugal. Este projeto foi concebido para consolidar-se como a terceira concentração urbana e de conhecimento do país, promovendo a cooperação estratégica entre os quatro municípios com o objetivo de aumentar a competitividade territorial da região num contexto globalizado.

## Origem e Características
A criação do Quadrilátero Urbano foi estimulada no contexto das "Acções Preparatórias" do programa Política de Cidades Polis XXI (medida “Redes Urbanas para a Competitividade e a Inovação), uma iniciativa voltada para o desenvolvimento das cidades portuguesas. Este projeto visa transformar o Baixo Minho num polo de inovação, conhecimento e internacionalização, aproveitando a sinergia gerada pela cooperação entre os municípios envolvidos.
O Quadrilátero Urbano abrange uma população de mais de 500 mil habitantes, representando cerca de 10,5% da população da região do Norte de Portugal. Esta área é reconhecida como um dos principais polos industriais do país, concentrando cerca de 67 mil empresas e sendo responsável por aproximadamente 4% do Produto interno bruto nacional. A região tem uma forte tradição industrial, especialmente nos setores têxtil, metalomecânico e de calçado, e desempenha um papel fundamental na economia do norte de Portugal. A proximidade física e a coesão cultural entre os quatro municípios são fatores que reforçam a dinâmica empresarial e o potencial de desenvolvimento da região.

## Importância e Futuro
O projeto inclui investimentos estratégicos em infraestrutura, como a criação de uma malha regional de fibra ótica e um sistema integrado de mobilidade e transportes (QMob), além do apoio ao desenvolvimento de clusters empresariais competitivos a nível internacional.
O Quadrilátero Urbano é visto como um motor de desenvolvimento regional e como um modelo de governança que pode servir de exemplo para outras regiões de Portugal. O projeto também posiciona o Baixo Minho como uma potencial terceira região metropolitana do país, promovendo um desenvolvimento urbano mais equilibrado e coeso.
A continuidade e o sucesso do Quadrilátero Urbano dependem da capacidade dos seus municípios em reforçar a cooperação estratégica, melhorar a infraestrutura regional e consolidar a região como um polo de conhecimento e inovação no contexto europeu.